# La Reforma, San Ildefonso Amatlán
La Reforma är en ort i Mexiko.   Den ligger i kommunen San Sebastián Río Hondo och delstaten Oaxaca, i den sydöstra delen av landet, 500 km sydost om huvudstaden Mexico City. La Reforma ligger 2 063 meter över havet och antalet invånare är 517.
Terrängen runt La Reforma är huvudsakligen kuperad, men österut är den bergig. Runt La Reforma är det ganska glesbefolkat, med 34 invånare per kvadratkilometer. Närmaste större samhälle är San Cristóbal Amatlán, 8,7 km norr om La Reforma. I omgivningarna runt La Reforma växer i huvudsak blandskog.